# Cabañas (Guatemala)
Cabañas è un comune del Guatemala facente parte del dipartimento di Zacapa.